# Crummock Water
Crummock Water – jezioro w północno-zachodniej Anglii, w Kumbrii, w krainie Lake District, na terenie parku narodowego o tej samej nazwie. Jezioro jest własnością organizacji National Trust.
Crummock Water ma około 4 km długości i 800 m szerokości. Głębokość jeziora sięga 44 m. Jezioro otoczone jest przez góry (Grasmoor na wschodzie, Mellbreak na zachodzie), na południu równina aluwialna oddziela je od jeziora Buttermere. W północnej części Crummock Water swoje źródło ma rzeka Cocker.